# John Van Buren (Politiker, 1810)

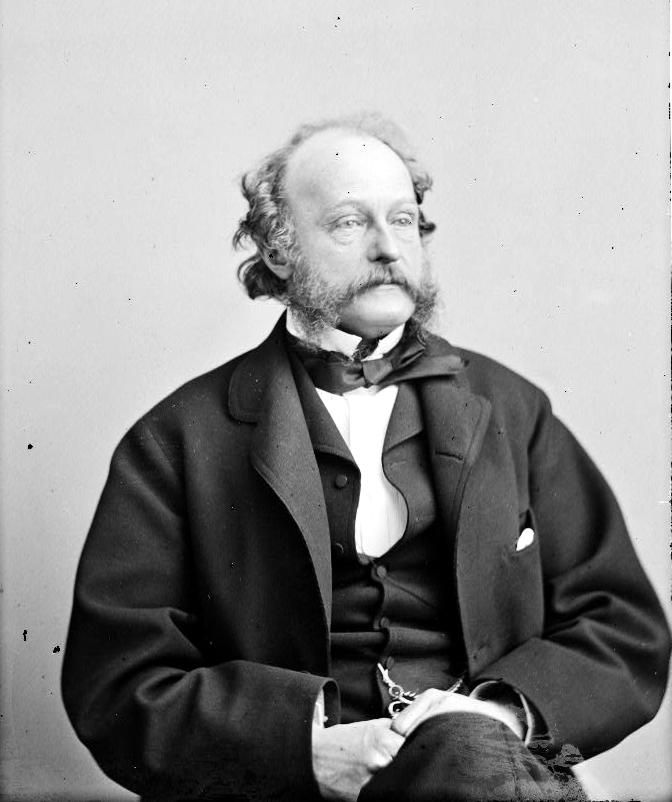
John Van Buren

John Van Buren (* 18. Februar 1810 in Hudson, New York; † 13. Oktober 1866) war ein US-amerikanischer Jurist und Politiker. Er war der zweite Sohn des Präsidenten Martin Van Buren.

## Frühe Jahre
Die Kindheit von John Van Buren war vom Britisch-Amerikanischen Krieg überschattet. 1828 graduierte er am Yale College. Er studierte dann Jura bei Benjamin F. Butler. Seine Zulassung als Anwalt erhielt er 1830. Als sein Vater 1831 zum außerordentlichen Gesandten und bevollmächtigten Minister im Vereinigten Königreich ernannt wurde, begleitete er ihn als Sekretär der amerikanischen Gesandtschaft nach London. Beide kehrten aber 1832 in die Vereinigten Staaten zurück, als der Kongress die Ernennung seines Vaters nicht bestätigte.
John Van Buren eröffnete dann zusammen mit James McKown eine eigene Anwaltspraxis in Albany (New York). Zu seiner juristischen Laufbahn sagte er später folgendes:

„[I have a] remarkable memory. My success at the bar was great, but my fame as a lawyer has been dimmed by my wit and my wonderful ability as a politician.“

Er kehrte 1838 während der Präsidentschaft seines Vaters in das Vereinigte Königreich zurück und verblieb dort bis 1839. Während dieser Zeit nahm er an der Krönung von Königin Victoria teil, wo er über hervorragende Plätze verfügte, wohnte der Parlamentseröffnung bei, wo sie die vorgeschriebene Rede hielt, und bekam den Spitznamen Prince John, nachdem er einmal 1838 mit ihr tanzte. Er speiste mit jeder bedeutenden Persönlichkeit des 19. Jahrhunderts in England, Irland und Schottland. Ferner traf er auch den König von Frankreich, Louis-Philippe I., den König von Belgien, Leopold I., und den König von Niederlande, Wilhelm I. (Prinz Wilhelm IV. von Oranien).
Am 22. Juni 1841 heiratete er seine Jugendliebe Elizabeth Vanderpoel (22. Mai 1810–19. November 1844). Das Paar hatte eine Tochter namens Anna (1842–1923). Nach dem Tod seiner Ehefrau heiratete er niemals wieder.

## Attorney General von New York
John Van Buren bekleidete von 1845 bis 1847 den Posten als Attorney General von New York. Er war der letzte Amtsinhaber, welcher von der New York State Assembly und dem Senat von New York gemeinsam unter der Verfassung von New York aus dem Jahr 1821 gewählt wurde. 1845 führte er die Anklage gegen einige Anführer des Anti-Rent Wars in ihrem Strafprozess wegen Aufruhr, Verschwörung und Raub. Ambrose L. Jordan hatte dabei die Verteidigung. Beim ersten Strafprozess konnten die Geschworenen zu keinem Urteil kommen. Bei der Wiederaufnahme des Verfahrens im September 1845 gerieten die beiden gegnerischen Anwälte aneinander. Es kam zu einem Faustkampf vor Gericht. Infolgedessen verurteilte sie der vorsitzende Richter, John W. Edmonds, zu solitary confinement in the county jail for 24 hours. Van Buren reichte daraufhin seinen Rücktritt ein, allerdings weigerte sich der Gouverneur von New York Silas Wright diesen anzunehmen. Daraufhin führten beide Anwälte den Fall nach ihrer Entlassung aus dem Gefängnis. Der Angeklagte Smith A. Boughton (Big Thunder) wurde zu einer lebenslangen Haftstrafe verurteilt. Bei der folgenden Gouverneurswahl erlitt Gouverneur Wright eine Niederlage gegenüber seinem Herausforderer John Young, der die Anti-Renters unterstützte. Young begnadigte Boughton nach seinem Amtsantritt.
Im Dezember 1845 beauftragte Gouverneur Wright Van Buren mit der Ausarbeitung eines Gesetzesentwurfes, welches das Mietverhältnis von Vermietern begrenzen sollte. Der Gesetzesentwurf, An Act to amend the Statute of Devices and Descents, and to extinguish certain Tenures, war die radikalste Reform der New York State Legislature während der Anti-Rent-Jahre. Im Grunde besagt sie, dass mit dem Tod des Vermieters ein Mietverhältnis endet.
John Van Buren führte auch die Anklage im Fall von William Freeman, der am 12. März 1846 vier Mitglieder der Van Nest Familie im Cayuga County (New York) ermordete. Die Verteidigung, welche durch William H. Seward geführt wurde, versuchte zu beweisen, dass Freeman wegen Geisteskrankheit nicht vor Gericht stehen konnte. Allerdings waren die Geschworenen anderer Auffassung und der Strafprozess begann einige Tage nach der Auswahl der Geschworenen. Weil es ein Kapitalverbrechen war, wurden alle Quäker bei der Geschworenenauswahl weggeschickt, da sie gegen die Todesstrafe waren. Der lokale Bezirksstaatsanwalt, Luman Sherwood, diente auch als Staatsanwalt. Er und Van Buren kämpften vehement gegen die Verteidigungsstrategie betreffend Geisteskrankheit der Verteidigung. Van Buren glaubte, dass das Rechtssystem auf der Bestrafung von Gesetzesbrechern beruht. Die Auffindung eines Mannes, der wegen Geisteskrankheit für unschuldig erklärt wird, würde nach seiner Auffassung das System zum Fall bringen. In seinen Ansprachen an die Geschworenen erklärte er ihnen die Rechtslage und die Folge eines Schuldspruchs von Freeman. Die Staatsanwaltschaft tat alles, um den Geschworenen aufzuzeigen, dass Freeman geistig gesund war. Im weiteren Verlauf hat er versucht die Geschworenen dazu zu bringen, Freeman schuldig zu sprechen und zum Tode zu verurteilen. Die Rasse spielte im Prozess eine gewichtige Rolle: Die Mutter von Freeman war eine Indianerin und sein Vater ein Schwarzer. Es wurde argumentiert, dass er das Ergebnis von zwei minderwertigen Rassen war, was ein Grund für sein Handeln war. In einer Gesellschaft, in welcher der Rassismus geläufig war, stießen diese Argumente nicht auf taube Ohren. Die Geschworenen berieten zwei Stunden und befanden Freeman am 23. Juli 1846 für schuldig. Am nachfolgenden Tag um 6:30 Uhr urteilte Richter Whiting, dass er am Nachmittag, des 18. Septembers 1846, aufgehängt werden sollte. Im Januar 1847 hob allerdings der Oberste Gerichtshof der Vereinigten Staaten das Urteil vom Cayuga County Court auf und bewilligte Freeman einen neuen Strafrechtsprozess. Freeman verstarb am 21. August 1847 in seiner Gefängniszelle an den Folgen von Tuberkulose, Wochen vor dem Beginn seines neuen Prozesses.

## Demokratischer Parteiführer
Ende 1847 zog Van Buren nach New York City, wo er eine Anwaltspraxis mit Hamilton W. Robinson gründete. Der Scheidungsprozess von Edwin Forrest, einem Schauspieler, brachte Van Buren noch einmal öffentliches Aufsehen. Er wurde mehrere Male aufgefordert für verschiedene Ämter zu kandidieren, lehnte aber stets ab.
1848 wurde Van Buren Anführer der Barnburner-Fraktion in der Demokratischen Partei, welche bei der Democratic National Convention 1848 die Wahl von Lewis Cass ablehnte, der gegenüber der Sklaverei wohlwollend war. Die Barnburner veranstalteten am 22. Juni 1848 eine State Convention in Utica (New York), wo sie Martin Van Buren als ihren Präsidentschaftskandidaten nominierten. Am 9. August 1848 wurde die National Convention der Free Soil Party in Buffalo (New York) abgehalten, welche diese Nominierung ebenfalls befürwortete. Martin Van Buren hatte keine Aussichten zu gewinnen, aber seine in zunehmendem Maße Anti-Sklaverei-Ansichten ließen ihn zu einem Gegenkandidaten zu Cass werden. Er erhoffte sich auch Vergeltung an Cass üben zu können, da dieser 1844 entscheidend bei der Aberkennung von der demokratischen Nominierung von Martin Van Buren war. Bei der Präsidentschaftswahl im Jahr 1848 gewann Martin Van Buren keinen einzigen Staat, holte aber in New York genug Stimmen, so dass der Bundesstaat an Zachary Taylor fallen konnte.
John Van Buren soll nach Jon Earle ein most effective campaign speaker gewesen sein, insbesondere beim Publikum aus der städtischen Arbeiterklasse. In diesem Zusammenhang führte er folgendes auf:

„[In his speeches Van Buren] took Jacksonian antislavery arguments to new rhetorical height, excoriating the slavery conspirators, ridiculing comprising "doughfaces" and "meddlesome Whigs," and above all, emphasizing the degrading influence of slavery on free labor. John Van Buren often stressed the Free Soil Party plank calling for free homesteads in his appeals to workingmen and freeholders, reminding them that reserving the public lands for settlers kept [the lands] out of the hands of speculators and land monopolies, as well as slaveholders.“

Die Free Soil Party war gegen die Sklaverei, da sie der Auffassung war, dass diese die Bequemlichkeit förderte und gegen freie Land-/Arbeitervorstellungen war. Als starker Befürworter dieser dritten Partei überzeugte er seinen Vater 1848 für die Partei zu kandidieren. Die Free Soil Party spaltete sich kurz zuvor von der Demokratischen Partei ab, welche von Sklavenhaltern der Oberschicht dominiert war. Viele der Mitglieder der Free Soil Party traten 1860 der Republikanischen Partei bei, als Abraham Lincoln für die Präsidentschaft kandidierte. Dabei wurde sogar Hannibal Hamlin von ihrer Partei als Vizepräsident der Vereinigten Staaten nominiert. Die Republikanische Partei machte sich viele, wenn nicht die meisten Wertvorstellungen der Free Soil Party, zu Eigen. Martin Van Buren, John Van Buren und die meisten ihrer Anhänger in New York entschieden sich Demokraten zu bleiben.

## Tod und Bestattung
John Van Buren kandidierte 1865 als Demokrat für den Posten als Attorney General von New York, erlitt aber eine Niederlage gegenüber dem Republikaner John H. Martindale. Danach reiste er 1866 mit seiner Tochter und Nichte nach Europa. Sie besuchten England, Schweden, Norwegen und Russland. Van Buren verstarb auf der Rückreise von Liverpool nach New York City am Bord der Scotia. Ein Sturm kam nach seinem Tod auf. Die Matrosen erkannten darin ein Omen und versuchten seinen Körper dem Meer zu übergeben, aber der Kapitän ließ es nicht zu. Nachdem das Schiff New York erreicht hatte, fanden Trauerfeiern in der Grace Church in New York City und der St. Peter’s Church in Albany (New York) statt. Sein Leichnam wurde auf dem Albany Rural Cemetery beigesetzt.

## Gerüchte
John Van Buren war ein Mann, den Anspielungen sogar nach seinem Tod umgaben. Es gab Gerüchte, dass er 5.000 US-Dollar verloren hatte sowie das Haus seines Vaters Lindenwald südlich von Albany (New York) und eine Geliebte, Elena America Vespucci, Nachfahrin von Amerigo Vespucci, an George Parish aus Ogdensburg (New York) in einem Kartenspiel im LeRay Hotel in Evans Mills (New York). Diese Geschichte wurde nie bestätigt, allerdings schadete sie Van Burens Ruf deutlich. Ferner wird ihm das Sprichwort Vote early and vote often zugeschrieben.

## Der andere John Van Buren
John Van Buren, der Sohn von Martin Van Buren, wird manchmal mit dem Richter und Kongressabgeordneten John Van Buren aus Kingston (New York) verwechselt. Der Sohn des Präsidenten Van Buren wurde 1810 geboren und verstarb 1866. John Van Buren aus Kingston wurde 1799 geboren und verstarb 1855. Während beide John Van Burens in der Demokratischen Partei von New York aktiv waren, lebte der Sohn des Präsidenten Van Buren niemals in Kingston, diente als Richter oder wurde in den Kongress gewählt.